# Estação Engenheiro Paulo de Frontin
Engenheiro Paulo de Frontin é uma estação ferroviária localizada no município de Engenheiro Paulo de Frontin do estado do Rio de Janeiro.

Inaugurada no dia 12 de julho de 1863, a estação se chamava anteriormente de Rodeio, adotando seu atual nome em 1946, após a emancipação do município. A estação servia a Linha Barrinha da RFFSA. Foi desativada para passageiros no dia 19 de setembro de 1996. Atualmente, por ela trafegam somente os trens cargueiros da MRS Logística, concessionária da linha férrea da antiga Estrada de Ferro Central do Brasil. 

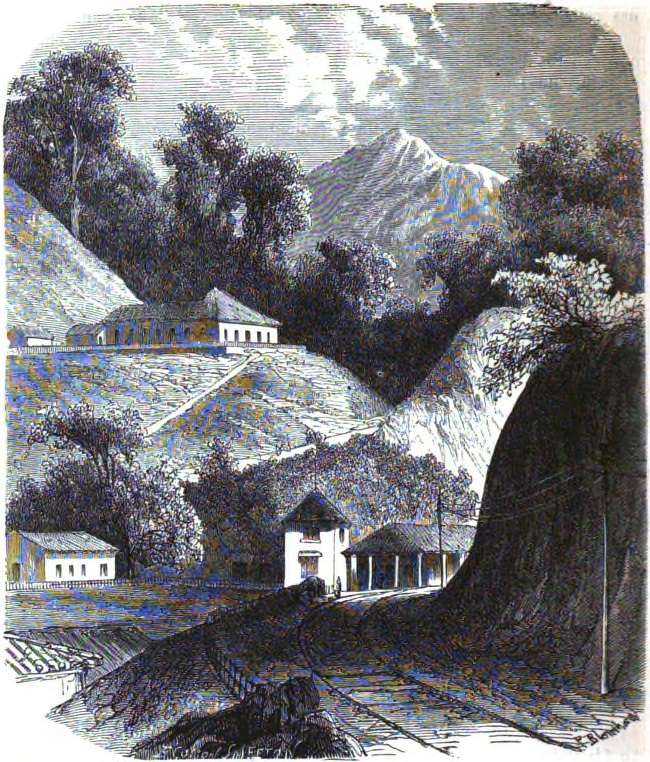
Estação de Rodeio (atual Engenheiro Paulo de Frontin) da Estrada de Ferro Central do Brasil (L'Illustration, Volume 44, nº 1.132, 05/11/1864).